# 艾維斯·皮禮士利
埃尔维斯·亞伦·普雷斯利（1935年1月8日—1977年8月16日），美國搖滾歌手、演員，被視為20世紀中最重要的文化標誌性人物之一。由於太知名以致於部分人們只知道他叫「Elvis」。在西方，他也常被稱爲「搖滾樂之王」（King of Rock and Roll）或簡稱「王」（the King）。在華語世界，他以「貓王」（King of Cats／Cat King）之名為人熟悉。
普里斯萊出生於密西西比州圖珀洛，他的孿生哥哥在生前死產。13歲時，他隨家人搬至田納西州的孟菲斯居住。1954年在太陽唱片公司和製作人山姆·菲利普斯錄製了一首歌開始了他的音樂生涯。在吉他手史考地·摩爾和貝斯手比爾·布萊克的合作下，普里斯萊是早期將鄉村音樂和節奏藍調融合洛卡比里、uptempo與基調強節奏使流行化的歌手。湯姆·帕克上校（真名：安德列·冯·凯克）從RCA公司安排的交易中立下契約，掌理了這位歌手二十餘年。1956年普里斯萊發行第一支RCA的單曲傷心旅館（""）並得到美國的排行榜冠軍。普里斯萊在一系列成功的電視聯播網的表演和許多的排行榜冠軍唱片後，被視為搖滾樂的先驅。他對歌曲激勵性的詮釋和具爭議性的性感肢體表現風格，在公民權利運動的開端非常有效地結合穿越種族界限的影響力，使他極度知名——也具備爭議。
在1956年10月，他第一次出演了電影《鐵血柔情》（Love Me Tender）。1958年，他应召入伍。兩年後重返唱片錄製事業，在1960年代投身許多普里斯萊一生最為人批判的好萊塢電影的拍攝和伴隨的電影原聲帶前，製作了部分他在商業上最成功的作品。1968年隨著離開7年的演唱事業，他在復出特別表演電視節目《Elvis》重返舞台並廣受好評，並展開大型的拉斯維加斯長期演唱會和接連的高利潤的巡迴演出。1973年普里斯萊主演了第一場由全球性衛星廣播的演唱會《Aloha from Hawaii》。而經過多年服用處方藥導致對他身體的多次損害，1977年8月在自宅優雅園的浴室內死亡，享年42歲。與他同期的搖滾歌手還有迪恩·馬丁、比爾·哈利、查克·贝里、巴迪·霍利、傑瑞·李·劉易斯和小理查德等。美國南方地區的歌迷們為他取了沿用至今的暱稱，意為「來自南方鄉下的小貓」。
普里斯萊是20世紀中最負盛名與最具影響力的音樂家之一，他的名聲在死後維持了很久，在許多音樂類型取得商業上的成功，包含流行音樂、藍調與福音音樂。他是史上最暢銷的單人音樂藝術家，估計全球的總銷量逾六億張專輯。他曾獲過三次葛萊美獎，其中在36歲時獲得第六屆葛萊美終身成就獎，是該獎史上最年輕的獲獎者，並多次被選入名人堂。
2017年8月16日，為普里斯萊逝世40周年，各地數千名歌迷來到他在曼菲斯的故居優雅園，參加燭光晚會，紀念這名一代偶像。貓王的獨生女麗莎·瑪麗亦有到場，跟歌迷一起悼念亡父。

## 生平

### 童年及少年时代（1935年－1953年）

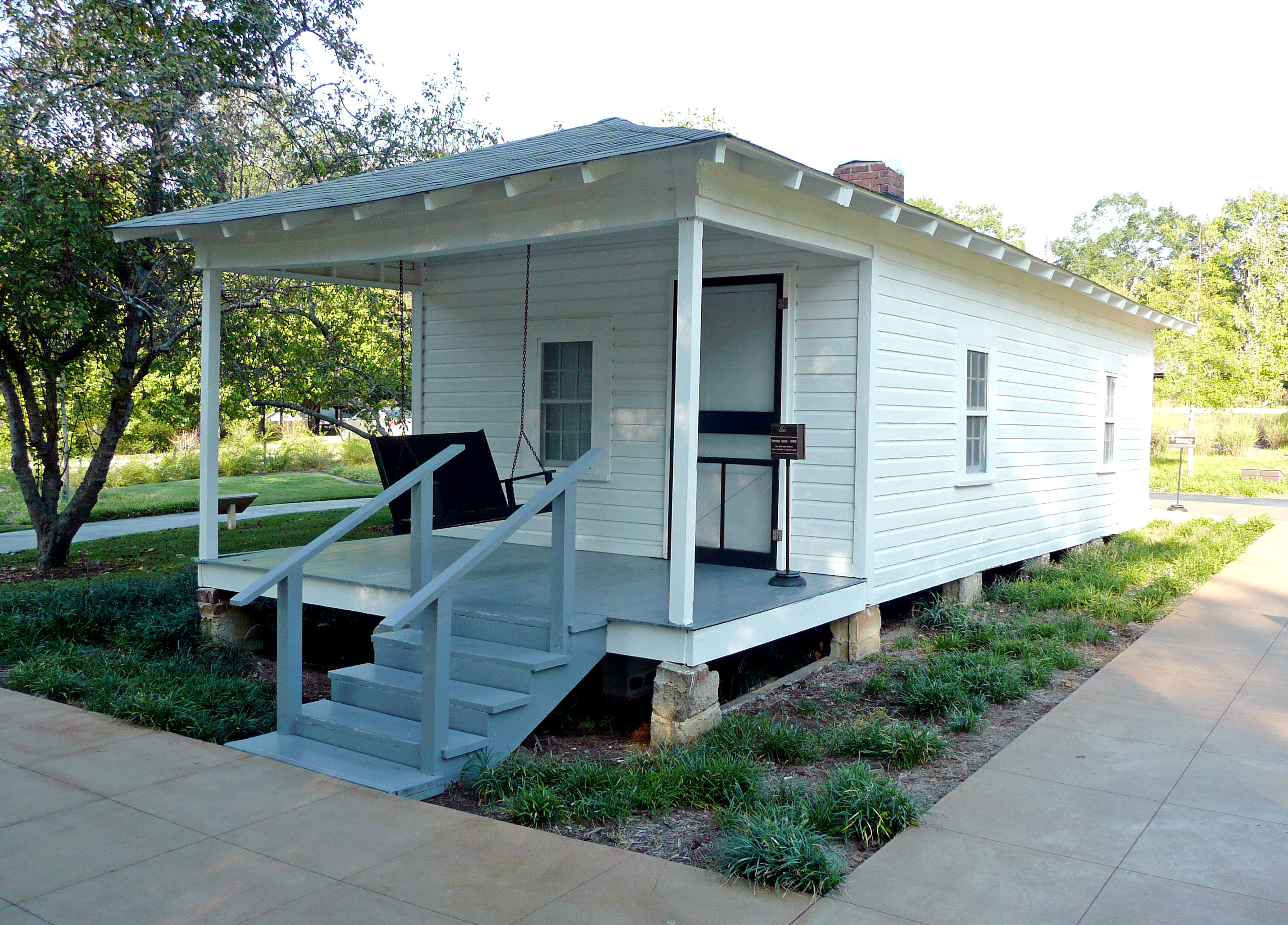
艾維斯·普里斯萊出生地(密西西比州圖珀洛)

艾維斯·亞倫·普里斯萊1935年1月8日诞生密西西比州图珀洛，父親弗農·普利斯萊（Vernon Elvis Presley；1916年－1979年）時年18歲,母親格拉迪斯·普利斯萊（Gladys Love Smith；1912年－1958年）時年24歲。原本還有一個雙胞胎兄長杰西·加伦·普里斯萊（Jesse Garon Presley），卻在出生時早夭。由於為獨子，加上弗農·普利斯萊曾因僞造支票詐騙遭判刑三年(在服刑六個月後出獄)，艾維斯·普里斯萊和母親關係尤其親密。
1945年10月3日，10歲的艾維斯·普里斯萊首次登台表演，他在密西西比州的亞拉巴馬博覽會歌唱比賽上演唱了鄉村歌曲老謝普（""），獲得二等獎。幾個月後，普里斯萊在11歲生日那天得到了生平第一把吉他作為生日禮物。1948年举家搬到田纳西州的孟菲斯，這裡是藍調歌王B. B. King成名之處，有深厚的音樂土壤。艾維斯·普里斯萊進入脩姆斯中學學習並開始和一些職業樂手接觸，參加「黑森林兄弟」的演出。他從未接受過正規的音樂訓練，也不會識譜，完全是通過收音機聽音樂自學成才的。艾維斯·普里斯萊受到了美國南部音樂和布魯斯搖擺音樂的熏陶。1953年艾維斯·普里斯萊從高中畢業後，隔天便立即到「皇冠電子公司（Crown Electric company）」擔任卡車司機的工作。

### 進軍歌壇（1953年 - 1957年）
1953年8月普里斯萊來到太陽唱片公司录下两首歌My Happiness和That's When Your Heartaches Begin作為給母親的生日禮物。接待他的瑪麗昂·凱思克和他有過如下對話：
- 「你喜歡唱什麽類型的歌？」
- 「我喜歡一切類型。」
- 「你唱的風格像誰的？」
- 「我唱歌不像任何人。」

1954年1月普里斯萊又在太陽唱片公司錄下I'll Never Stand In Your Way和It Wouldn't Be the Same Without You两首歌。當時黑人音樂和白人音樂仍有著分明的界限，公司老板山姆·菲利普斯正在物色一名能唱黑人歌曲的白人歌手。他很欣賞普里斯萊，並邀請當地的兩名音樂家——吉他手史考地·摩爾和貝斯手比爾·布萊克和普里斯萊一起錄歌。
That's All Right
1954年7月7日，普里斯萊發行生平第一張單曲唱片That's All Right，他舞台上獨特的扭臀動作，加上將黑人的節奏藍調和白人的鄉村歌曲融為一體，讓聽眾如痴如醉，也導致電台接收到排山倒海的點播量。他在演唱時雙腳會不住的抖動，也因此導致美國部分輿論認為他帶壞美國青少年。也因為這樣，當時的電視台鏡頭都停留在其上半身的動作以免引起爭議。

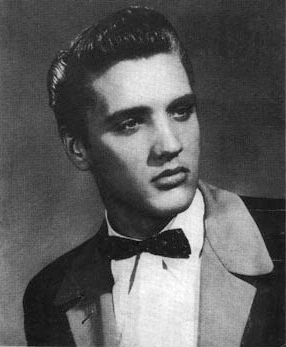
普里斯萊在太陽唱片的宣传照，摄于1954年

1955年11月，山姆·菲利普斯以35000美元把普里斯萊的合約轉讓予的分公司，汤姆·帕克上校成為他的经理人。汤姆·帕克是一位精明的生意人，他成功塑造了普里斯萊的形象。是年3月普里斯萊推出加盟RCA首张专辑《艾維斯·普里斯萊》，蝉连了告示牌专辑榜10周冠军。同年单曲溫柔地愛我就占据了全美4项排行冠军。
1956年9月，RCA公司歷史性地将普里斯萊的7首单曲於同一天发行，至12月皆排行榜首。10月28日1956年匈牙利革命期间，约5千5百万美国人观看了埃德·沙利文主持的综艺节目，时年21岁的普雷斯利（猫王）第二次担任主角，沙利文呼吁观众向从苏联侵略中逃离出来的匈牙利难民提供帮助，普雷斯利在1957年1月6日沙利文的另一场节目中露面，再次呼吁大家进行捐助。普雷斯利还在节目结束时献唱福音歌曲《宁静山谷》，他觉得这首歌很贴合当时的氛围。至1957年底，这些捐赠由总部在日内瓦的国际红十字会分配，包含食品、衣物和其他必需品，总价值达2600万瑞士法郎（1957年折合600万美元），相当于今天5460万美元。2011年3月1日，布达佩斯市长塔罗斯·伊斯特万在普雷斯利死后授予他荣誉市民的称号，作为感谢的象征将位于布达佩斯市中心最重要的两条街道交叉处的广场以普雷斯利命名。
1957年出版了专辑《艾維斯的聖誕集錦》。作為開創性的搖滾樂歌手，艾維斯曾發行過77張唱片和101首單曲，有多達149首歌曲進入Billboard前100名，40首進入前10名，全球總唱片發行量超過10億張。

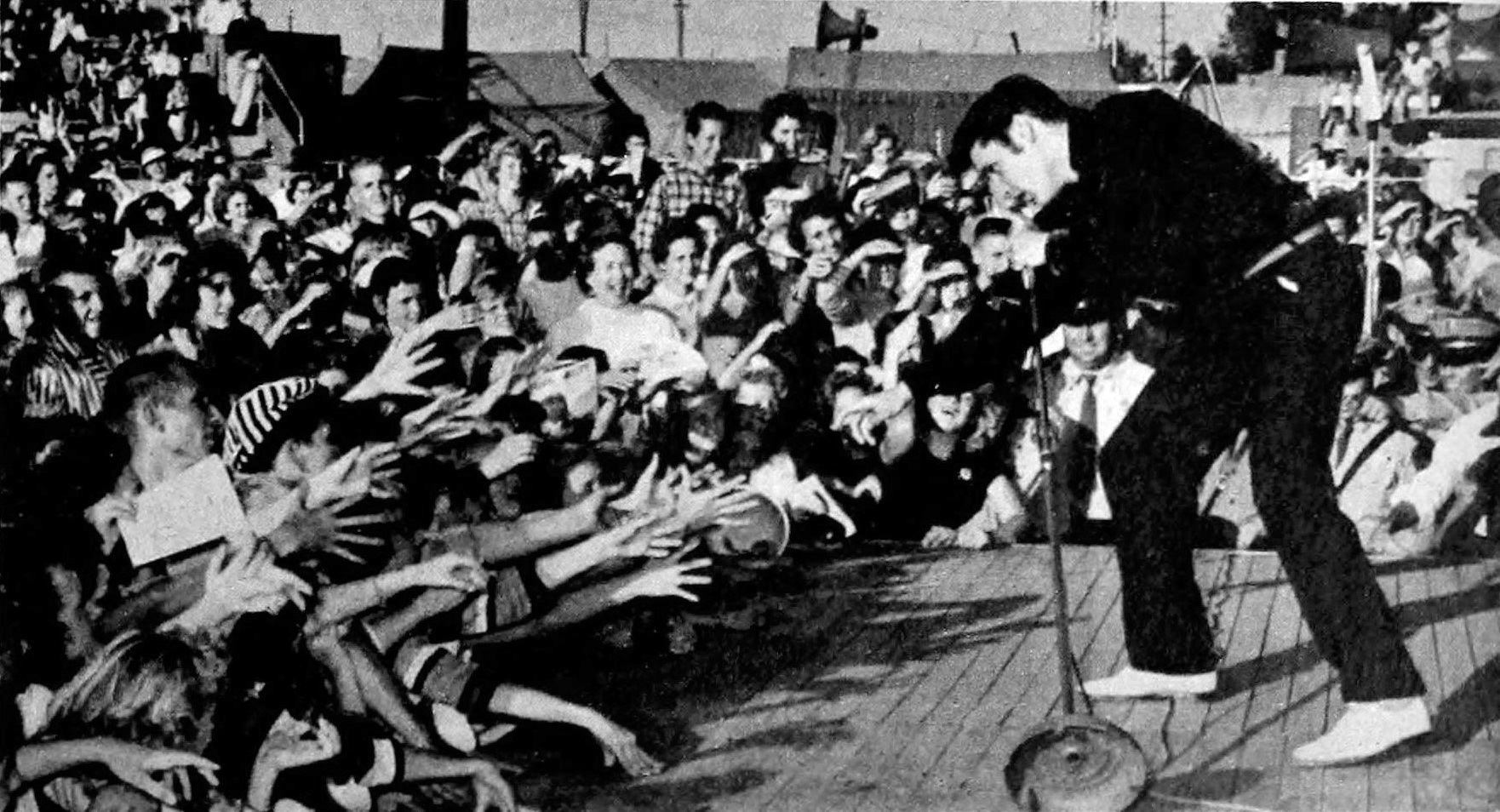
普里斯萊的演出盛況

### 入伍（1958年 - 1960年）
1957年12月21日，美国國防部徵召普里斯萊入伍，普里斯萊以平民身份接受徵召，召集令上通知他在隔年1月25日入伍。當時他正在拍一部新片《浪子歌王》（King Creole），派拉蒙公司為他辦理緩召，先完成電影的拍摄。1958年3月24日，普里斯萊應召加入美國陸軍，前往位在德州基林郊区的第二装甲师营区报到，剪短了頭髮，兵籍號碼是US-53310761，月薪78美元。一些唱片評論家都說他不久就會被青少年遺忘。該年母亲葛莱蒂丝过世，普里斯萊相當傷心。
1958年10月1日至1960年3月2日間服役於駐屯德国弗里德貝格的美國陸軍第3裝甲師。1960年3月5日，普里斯萊退伍。在德国服役期間，每星期至少收到一萬封歌迷的來信。同時他與空軍上尉约瑟夫·博优十四歲的养女普莉西拉戀愛，普莉西拉搬進格雷斯蘭與普里斯萊同居，兩人於1966年订婚，第二年在拉斯維加斯的阿拉丁飯店結婚。他们的女兒莉薩·瑪麗·普雷斯利在他们结婚整整9个月后出生。1972年兩人宣布分手，並於第二年離婚，法院判定普莉西拉擁有女兒莉薩·瑪麗·普雷斯利的監護權。

### 私生活
雖然普里斯萊生平曾與不少知名女性相恋，傳言與他有過性關係的女性超過3,000人，當中包括性感女神瑪麗蓮·夢露，婚姻方面則曾與普莉西拉·普里斯萊結婚，生有一女莉薩·瑪麗·普雷斯利。
普里斯萊擁有很多凱迪拉克車，他也喜歡贈送給親人朋友，他曾經購買過超過100輛的凱迪拉克各式轎車。

### 下滑（1960年 - 1977年）

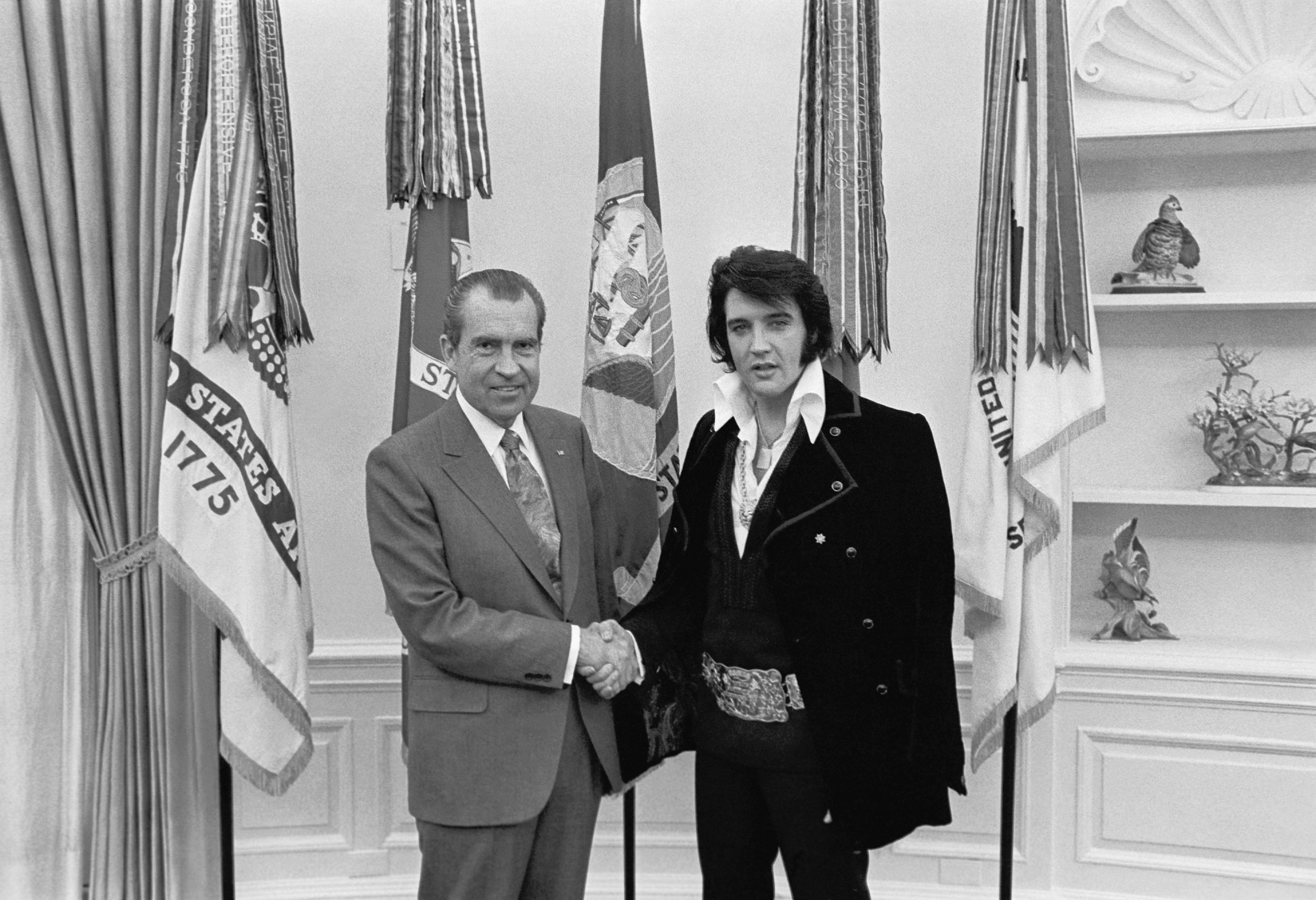
1970年尼克森總統在白宮辦公室接見普里斯萊

1960年以後普里斯萊突出的作品非常少，很明顯在走下坡。1967年，普里斯萊發表了一張福音歌曲專輯《How Great Thou Art》，佳評如潮，奪得唯一的一座葛萊美獎。這時英國的披頭四征服了歐美流行音樂市場，使普里斯萊的地位備受威脅。1968年，他以U.S. Male證明其無可動搖的地位。
普里斯萊的生活充滿了壓力，喜歡吃高熱量食物，尤其喜歡吃烤得焦熟的食物，暴饮暴食使步入中年的普里斯萊體態發胖，普里斯萊时常担心自己失去往日風采，同時患有焦慮、失眠等疾病，開始吃藥治療，甚至酗酒，服食麻醉劑、興奮劑。美國總統尼克森的幕僚打電話給湯姆·帕克，邀請他去白宮為總統安排一場表演。1970年12月21日，尼克森在白宮接見普里斯萊。1971年6月，格雷斯兰前方的南51號高速公路更名為「艾維斯·普里斯萊大道」。
1970年代以後，普里斯萊在健康、经济、艺术方面都遇到了严重的问题，他整日处在昏睡状态，醫生說他的身體狀況比八十歲的老人還糟。到1977年他去世之前的4年中，有5次被送進醫院急救的記錄。1973年10月普里斯萊因肺炎以及肝炎住院，医生建议他多休息，汤姆·帕克卻向普里斯萊謊稱出現財務危機，為了解決經濟問題，普里斯萊疲於奔命的巡迴演唱，1976年整年都在巡迴演唱。普里斯萊生平記憶力驚人，小時候能從收音機裡記住所有的歌詞，讓雙親感到吃驚，但是1977年6月，普里斯萊最后一次在拉皮德城举行演唱会时，连温柔地爱我（""）的歌词都记不起来了。

### 逝世（1977年）

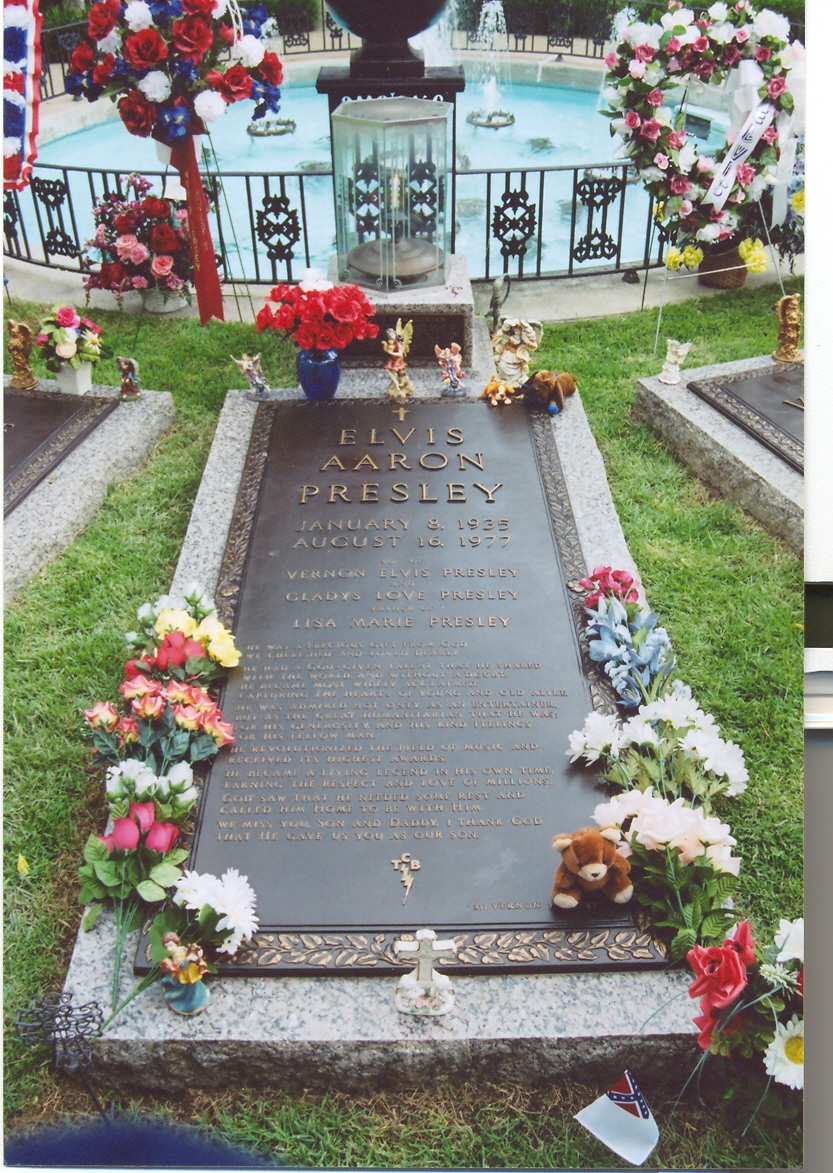
普里斯萊之墓

1977年8月16日，普里斯萊被發現在浴室昏倒，經緊急送往醫院急救後，因心律嚴重失常導致心臟病突發過世，享年42歲。田納西州檢調則推測為藥物濫用，也有傳聞可能是吸毒或酗酒過量，當晚所有電視網絡播出數千人穿著黑衣聚集在格雷斯蘭大樓悼念普里斯萊。兩日後，普里斯萊被葬於森林山公墓，他母親的墓旁，不久竟有三名歹徒意圖盜走普里斯萊的遺體。在普里斯萊父親的決定下，母子遷葬到「優雅園」（Graceland）內。

## 影響
普里斯萊經常被認為是摇滚乐历史上影响力最大的歌手，有搖滾樂之王之稱。從1969年至1977年，普里斯萊共舉行約1,100場演唱會，共演出31部電影。樂隊披頭四成員約翰·藍儂說：「貓王雖死，但搖滾不滅，貓王萬歲。」
自普里斯萊以后，具有鲜明的思想性和强烈的现实批判性的摇滚乐迅速流传。也因为他的魅力，摇滚乐成为美国的全民运动。普里斯萊开辟了摇滚乐的前进道路，之后摇滚开始成为对美国社会影响最深远的文化之一。
2011年，匈牙利首都布达佩斯以普雷斯利的名字命名了市中心最重要的两条街道交叉处的广场，以对1956年匈牙利革命期间普雷斯利对匈牙利人民的支持表示感谢。

## 文化
- 1974年普里斯萊首次穿著“孔雀服”參加洛杉磯的一個公開活動，並且穿著拍攝大碟《Promised Land（英语：Promised Land (Elvis Presley album)）》的封面，普里斯萊相信孔雀能為他帶來好運，2008年8月11日在紐約拍賣出30萬美元，刷新了普里斯萊遺物拍賣的最高價紀錄。
- 1993年美國發行的艾維斯紀念郵票，共計發行1.24億張，面值29美分，總值3600萬美元。
- 2017年美國電視劇《明日傳奇》第三季。由盧克·比利亞克（Luke Bilyk）飾演。
- 2022年電影《貓王艾維斯》上映，講述貓王的生平故事，由奧斯汀·巴特勒飾演。

## 作品

### 專輯
- 《艾維斯·普里斯萊》（1956年3月23日）
- 《艾維斯（英语：Elvis (1956 album)）》（1956年10月19日）
- 《艾維斯的聖誕錦集（英语：Elvis' Christmas Album）》（1957年10月15日）
- 《艾維斯回來了！（英语：Elvis Is Back!）》（1960年4月8日）
- 《His Hand in Mine（英语：His Hand in Mine）》（1960年12月）
- 《Something for Everybody（英语：Something for Everybody）》（1961年6月17日）
- 《Pot Luck（英语：Pot Luck）》（1962年6月5日）
- 《How Great Thou Art（英语：How Great Thou Art）》（1967年2月20日）
- 《From Elvis in Memphis（英语：From Elvis in Memphis）》（1969年6月17日）
- 《Back in Memphis（英语：Back in Memphis）》（1970年11月）
- 《Almost in Love（英语：Almost in Love）》（1970年11月）
- 《艾維斯的聖誕錦集（英语：Elvis' Christmas Album）》（1970年）
- 《Elvis Country（英语：Elvis Country）》（1971年1月2日）
- 《來自貓王的情書（英语：Love Letters from Elvis）》（1971年6月16日）
- 《Elvis Sings the Wonderful World of Christmas（英语：Elvis Sings the Wonderful World of Christmas）》（1971年10月20日）
- 《Elvis Now（英语：Elvis Now）》（1972年2月20日）
- 《He Touched Me（英语：He Touched Me）》（1972年4月）
- 《艾維斯（英语：Elvis (1973)）》（1973年7月）
- 《Raised on Rock（英语：Raised on Rock）》（1973年10月1日）
- 《美好時光》（英语：Good Times (Elvis Presley album)）（1974年3月20日）
- 《Promised Land（英语：Promised Land (Elvis Presley album)）》（1975年1月8日）
- 《今日（英语：Today (Elvis Presley Album)）》（1975年5月7日）
- 《From Elvis Presley Boulevard Memphis Tennessee（英语：From Elvis Presley Boulevard Memphis Tennessee）》（1976年5月）
- 《Moody Blue（英语：Moody Blue）》（1977年7月19日）
- 《貓王萬歲（英语：Viva Elvis）》（2010年11月9日）

### 精選輯
- 《貓王的金曲精選（英语：Elvis' Golden Records）》（1958年5月21日）
- 《50,000,000 Elvis Fans Can't Be Wrong:Elvis' Gold Records - Volume 2（英语：50,000,000 Elvis Fans Can't Be Wrong:Elvis' Gold Records - Volume 2）》（1959年11月13日）
- 《Elvis' Golden Records Volume 3（英语：Elvis' Golden Records Volume 3）》（1963年8月11日）
- 《Elvis' Gold Records Volume 4（英语：Elvis' Gold Records Volume 4）》（1968年1月2日）
- 《Elvis: A Legendary Performer Volume 1（英语：Elvis: A Legendary Performer Volume 1）》（1974年1月2日）
- 《純金（英语：Pure Gold (Elvis Presley album)）》（1975年）
- 《Elvis: A Legendary Performer Volume 2（英语：Elvis: A Legendary Performer Volume 2）》（1976年1月8日）

### 演唱會專輯
- 《On Stage》（1970年6月）
- 《Elvis in Person at the International Hotel（英语：Elvis in Person at the International Hotel）》（1970年11月）
- 《As Recorded at Madison Square Garden（英语：As Recorded at Madison Square Garden）》（1972年6月18日）
- 《Aloha from Hawaii: Via Satellite（英语：Aloha from Hawaii: Via Satellite）》（1973年2月4日）
- 《As Recorded Live on Stage in Memphis（英语：As Recorded Live on Stage in Memphis）》（1974年7月7日）
- 《Having Fun with Elvis on Stage（英语：Having Fun with Elvis on Stage）》（1974年10月）
- 《Elvis in Concert（英语：Elvis in Concert）》（1977年10月3日）

### 合輯
- 《For LP Fans Only（英语：For LP Fans Only）》（1959年2月6日）
- 《A Date with Elvis（英语：A Date with Elvis）》（1959年7月24日）
- 《Elvis for Everyone（英语：Elvis for Everyone）》（1965年8月10日）
- 《Elvis Sings Flaming Star（英语：Elvis Sings Flaming Star）》（1969年4月）
- 《Let's Be Friends（英语：Let's Be Friends）》（1970年4月）
- 《Worldwide 50 Gold Award Hits Vol. 1（英语：Worldwide 50 Gold Award Hits Vol. 1）》（1970年8月）
- 《你永遠不會獨行（英语：You'll Never Walk Alone (Elvis Presley album)）》（1971年3月22日）
- 《C'mon Everybody（英语：C'mon Everybody）》（1971年7月）
- 《The Other Sides - Elvis Worldwide Gold Award Hits Vol. 2（英语：The Other Sides - Elvis Worldwide Gold Award Hits Vol. 2）》（1971年8月）
- 《I Got Lucky（英语：I Got Lucky）》（1971年10月）
- 《Elvis Sings Hits from His Movies, Volume 1（英语：Elvis Sings Hits from His Movies, Volume 1）》（1972年6月）
- 《Burning Love and Hits from His Movies, Volume 2（英语：Burning Love and Hits from His Movies, Volume 2）》（1972年11月1日）
- 《Separate Ways（英语：Separate Ways）》（1973年1月）
- 《Double Dynamite（英语：Double Dynamite）》（1975年12月）
- 《The Sun Sessions（英语：The Sun Sessions）》（1976年3月22日）
- 《Welcome to My World（英语：Welcome to My World）》（1977年3月）

### 電影
1956年普里斯萊進軍影壇，拍下首部電影《鐵血柔情》（Love Me Tender），1957年拍攝自傳電影《Loving You》，1960年，普里斯萊开拍退伍后的首部电影《大兵的烦恼》，1961年2月25日田纳西州州长宣布此日为“艾維斯·普里斯萊日”。1961年十一月，普里斯萊的第8部電影《藍色夏威夷》和原聲帶專輯同時推出，歌曲包括了藍色夏威夷（""）、No More、Moonlight Swim和墮入情網（""）。專輯榜首停留了20週。1961年到1968年之间主演了21部电影，这些好莱坞影片大多粗制滥造，普里斯萊忙著拍電影，歌曲也都是為電影而唱，成績平平。

### 電影原聲帶
- 《Loving You（英语：Loving You (1957 film)）》（1957年7月1日）
- 《King Creole》（1958年9月19日）
- 《G.I. Blues（英语：G.I. Blues）》（1960年10月1日）
- 《藍色夏威夷（英语：Blue Hawaii）》（1961年10月1日）
- 《Girls! Girls! Girls!（英语：Girls! Girls! Girls!）》（1962年11月9日）
- 《It Happened at the World's Fair（英语：It Happened at the World's Fair）》（1963年4月10日）
- 《Fun in Acapulco（英语：Fun in Acapulco）》（1963年11月1日）
- 《Kissin' Cousins（英语：Kissin' Cousins）》（1964年4月2日）
- 《Roustabout（英语：Roustabout）》（1964年11月）
- 《Girl Happy（英语：Girl Happy）》（1965年3月1日）
- 《Harum Scarum（英语：Harum Scarum）》（1965年11月3日）
- 《Frankie and Johnny（英语：Frankie and Johnny）》（1966年3月1日）
- 《Paradise, Hawaiian Style（英语：Paradise, Hawaiian Style）》（1966年6月10日）
- 《Spinout（英语：Spinout）》（1966年10月31日）
- 《Double Trouble（英语：Double Trouble）》（1967年6月1日）
- 《Clambake（英语：Clambake）》（1967年10月10日）
- 《Speedway（英语：Speedway）》（1968年5月1日）
- 《艾維斯（英语：Elvis (NBC-TV Special)）》（1968年11月22日）
- 《That's the Way It Is（英语：That's the Way It Is）》（1970年11月11日）
- 《Frankie and Johnny（英语：Frankie and Johnny）》（1976年11月）

## 評價
2007年「《Q》雜誌評選史上最偉大的100位歌手」第一名。
2008年「《滾石》雜誌評選史上最偉大的100位歌手」第三名。
2010年「《滾石》雜誌評選史上最偉大的100組藝術家」第三名。

### 引用
1. Elster 2006，第391頁.
2. Nash 2005，第11頁.
3. Guralnick 1994，第13頁.
4. Adelman 2002，第13–15頁.
5. ↑  . CGTN. 2017-08-16  [2025-07-21].
6. ↑  Claudia Hinterseer. . South China Morning Post. 2019-11-15  [2025-07-21].
7. ↑  . 香港01. 2022-06-24  [2025-07-21].
8. ↑  . GQ Taiwan. 2022-07-08  [2025-07-21].
9. ↑  . 樂手巢. 2022-11-08  [2025-07-21].
10. ↑  .   [2016年11月13日]. （原始内容存档于2010年9月21日）.
11. ↑  《金氏世界紀錄》：貓王是史上最暢銷的單人藝術家，有10億張專輯的全球銷售紀錄（美國地區1.295億） （页面存档备份，存于） 2015年 [2017年2月8日]
12. ↑  Reaves, Jessica. 每週人物：艾維斯·普里斯萊 （页面存档备份，存于）. Time. 2002年8月15日 [2009年12月26日].
13. ↑  Victor, Adam. The Elvis Encyclopedia. Overlook Duckworth; 2008. ISBN 1-58567-598-9 （页面存档备份，存于）.
14. ↑  Semon, Roger; Jorgensen, Ernst. elvis.com.au. 貓王是最暢銷的錄音藝術家/發片歌手嗎？ （页面存档备份，存于）; 2001年12月12日 [2011年2月4日].
15. ↑  Collins, Dan. CBS News/Associated Press. 貓王有多強？ （页面存档备份，存于）; 2002年8月7日 [2009年12月27日].
16. ↑  基里亞齊斯, 斯特凡. . 每日快報. 2015年1月8日  [2015年1月28日]. （原始内容存档于2019年4月7日）.
17. ↑  .   [2017-09-29]. （原始内容存档于2021-04-20）.
18. ↑  .   [2017-08-17]. （原始内容存档于2017-08-17）.
19. ↑  Guralnick & Jorgensen 1999，第3頁.
20. ↑  . Independent. 2011-03-05  [2020-01-16]. （原始内容存档于2020-01-16）.
21. ↑  《如何是好》
第66頁。
22. ↑  . 《Q》 - 史上100位最偉大的歌手. 2007年4月  [2016年11月5日]. （原始内容存档于2016年6月5日）.
23. ↑  . 《滾石》 - 史上100位最偉大的歌手. 2007年4月  [2016年11月6日]. （原始内容存档于2018年1月23日）.
24. ↑  . 《滾石》 - 史上最偉大的100組藝術家. 2007年4月  [2016年11月6日]. （原始内容存档于2018年2月27日）.

### 來源
- Elster, Charles Harrington. The Big Book of Beastly Mispronunciations. Houghton Mifflin; 2006. ISBN 978-0-618-42315-6.
- Nash, Alanna, et al. Elvis and the Memphis Mafia. Aurum; 2005. ISBN 1-84513-128-2.
- Guralnick, Peter. Last Train to Memphis: The Rise of Elvis Presley. Little, Brown; 1994. ISBN 0-316-33225-9.
- Adelman, Kim. The Girls' Guide to Elvis: The Clothes, the Hair, the Women, and More! Random House; 2002. ISBN 0-7679-1188-1.
- Guralnick, Peter; Jorgensen, Ernst. Elvis Day by Day: The Definitive Record of His Life and Music. Ballantine; 1999. ISBN 0-345-42089-6.

## 外部連結
- 艾維斯·皮禮士利在互联网电影资料库（IMDb）上的資料（英文）
- TCM电影资料库上艾維斯·普里斯萊的资料（英文）
- 在AllMovie上艾維斯·皮禮士利的頁面（英文）
- 艾維斯·皮禮士利的Discogs页面 （英文）
- 艾維斯·普里斯萊企業 艾維斯·普里斯萊商標的官網
- 貓王音樂 （页面存档备份，存于） 官方唱片公司的網站
- 艾維斯·普里斯萊的採訪 （页面存档备份，存于） 官方許可的貓王澳大利亞的網站
- 中的“艾維斯·普里斯萊”